# Клот, Густав Рейнгольд фон
Густав Рейнгольд фон Клот (нем. Gustav Reinhold von Klot; 5 (18) октября 1780, Вышний Волочёк — 18 октября 1855, Рига) — лифляндский религиозный деятель из балтийских немцев.
Сын Бурхарда Эрнста (в некоторых источниках Бурхарда Эрика) фон Клота (1747—1801), военного русской службы, вышедшего в отставку в чине майора. Учился в Рижском лицее и был практикантом в рижском суде. 
В 1802—1805 гг. изучал богословие в Дерптском университете. В 1805—1834 гг. был пастором прихода Нитау. 
В 1834—1855 гг. генерал-суперинтендент Лифляндской губернии, вице-председатель губернской консистории.
Будучи близок к гернгутерам, выступал за повышение в жизни церкви и общества роли местного языка: как отмечал Русский биографический словарь А. А. Половцова (1897), «был одним из первых в числе местных деятелей, обратившихся к изучению латышского языка». 
В 1823 г. выступил инициатором создания Латышского литературного общества, опубликовал отдельной брошюрой план его учреждения и работы (нем. Vorläufiger Plan zur Gründung einer lettischen Gesellschaft). После создания литературного общества в 1827—1838 гг. был его первым председателем. 
В 1834 г. соучредитель Общества истории и древностей Остзейских губерний, в 1837—1838 гг. исполняющий обязанности его председателя. 
С 1853 г. почётный член Учёного эстляндского общества.
Автор ряда статей по грамматике латышского языка в немецких изданиях и в издании латышского литературного общества «Magazina».
Кавалер ордена Святого Владимира IV степени (1838).
Умер 18 октября 1855 года в Риге.